# Корепин, Владимир Евгеньевич
Владимир Евгеньевич Корепин (род. 1951) — советский математик и физик, доктор физико-математических наук.
Автор многих научных работ.

## Биография
Родился 6 февраля 1951 года.
В 1974 году окончил физический факультет Ленинградского государственного университета имени А. А. Жданова, получив диплом по теоретической физике. По окончании вуза был принят на работу в Ленинградское отделение Математического института имени В. А. Стеклова АН СССР (ныне Санкт-Петербургское отделение Математического института имени В. А. Стеклова РАН), где проработал до 1989 года. В 1977 году защитил кандидатскую диссертацию (под руководством Л. Д. Фаддеева) на тему «Квантование солитонов». Затем, окончив докторантуру, в 1985 году защитил докторскую диссертацию на тему «Квантовый метод обратной задачи и корреляционные функции». Впоследствии, переехав в США, стал профессором института C. N. Yang Institute for Theoretical Physics в Университете штата Нью-Йорк в Стоуни-Брук.
Внес вклад в нескольких областях математики и физики. Наиболее известен своими исследованиями в физике конденсированного состояния и математической физике, также внес значительный вклад в области квантовой гравитации. В последние годы его работа была сосредоточена на аспектах физики в сфере квантовой информации.
В 1979 году представил решение массивной модели Тирринга в одном пространстве и одном временном измерении с использованием анзаца Бете. Эта работа сначала была опубликована на русском языке, затем переведена на английский язык. В этом труде Корепин предоставил точный расчет масс-спектра и матрицы рассеяния.
Также изучал солитоны в модели синус-Гордона, определив их массу и матрицу рассеяния. Вместе с Анатолием Изергиным он открыл 19-вершинную модель (иногда называемую моделью Изергина — Корепина).
В 1996 году стал членом Американского физического общества. Был членом редколлегий журналов Reviews in Mathematical Physics, International Journal of Modern Physics и Theoretical and Mathematical Physics. В 2011 году в Сингапуре в Institute of Advanced Studies торжественно отмечалось его 60-летие.
Среди его учеников С. Л. Шаташвили.